# Tegestria
Tegestria is een geslacht van hooiwagens uit de familie Epedanidae.
De wetenschappelijke naam Tegestria is voor het eerst geldig gepubliceerd door Roewer in 1936. 

## Soorten
Tegestria omvat de volgende 8 soorten:
- Tegestria borneensis
- Tegestria coniata
- Tegestria johorea
- Tegestria montana
- Tegestria parva
- Tegestria pinangensis
- Tegestria seriata
- Tegestria sumatrana